# Pomnik Adwokatów Czerwca ’56
Pomnik Adwokatów Czerwca ’56 – pomnik przy ulicy Stanisława Hejmowskiego w centrum Poznania (przy gmachu prokuratur), upamiętniający adwokatów – obrońców w procesach poznańskiego Czerwca 1956.

## Charakterystyka
Obelisk został oficjalnie odsłonięty 19 czerwca 2010 roku, w przededniu 54. rocznicy wydarzeń czerwcowych. Napis na pomniku, którego autorem jest Andrzej Kurzawski głosi: ADWOKATOM / NIEZŁOMNYM OBROŃCOM W PROCESACH CZERWCA 1956 / I PROCESACH POLITYCZNYCH.
Inicjatorem wzniesienia monumentu był adwokat Andrzej Reichelt.